# Is There Anybody Out There? (cançó de Pink Floyd)
«Is There Anybody Out There?» (de l'anglès, "Hi ha algú allà a fora?") és una cançó del grup britànic de rock progressiu Pink Floyd, inclosa al seu onzè àlbum, The Wall, l'any 1979. És la segona cançó de la cara A del primer disc de l'àlbum, amb una duració de 2 minuts i 44 segons.

## Composició
La primera meitat de la peça té el mateix concepte de "Hey You", sent una crida de Pink cap a la gent de fora del mur ("wall"). Musicalment, és un baix sintetitzat amb diversos efectes de so, i la repetitiva frase "Is There Anyvody Out There?". El so de sirena utilitzat durant aquest tema és també utilitzat en un treball del grup més primerenc: "Echoes", de l'àlbum Meddle (1971). El va crear David Gilmour utilitzant un pedal wah-wah amb els cables invertits.
La segona meitat de la cançó consta d'un solo de guitarra clàssic instrumental, que no va ser tocat per l'habitual guitarrista de la banda David Guilmour. En entrevistes, Gilmour ha dit que va intentar interpretar-lo, i no va quedar satisfet amb el resultat final: Podia tocar-lo amb pua però no podia tocar-lo correctament en fingerstyle. Conseqüentment, el músic de sessió Joe DiBlasi el va tocar amb la resta de l'orquestra.

## Trama
En aquest punt de The Wall, el protagonista Pink, amargat, està intentant per assolir a qualsevol persona de l'exterior del seu mur metafòric. La tant repetida qüestió "Hi ha algú allà a fora?" suggereix que cap resposta és sentida.
D'altra banda, "Comfortably Numb", una cançó que apareix més endavant a l'àlbum, comença amb la frase "Hello..., is there anybody in there?" ("Hola ..., hi ha algú a dins?"; però aquest cop no la pronuncia Pink, si no que està dirigida cap a ell.

## Personal
- David Gilmour: Efecte de so de sirena (guitarra i pedal wah-wah), cors
- Roger Waters: Veu principal, baix elèctric
- Richard Wright: Sintetitzador Prophet-5
- Nick Mason: Bateria

- Bob Ezrin: Sintetitzador, sintetitzador de cordes
- Joe DiBlasi: Guitarra clàssica
- Michael Kamen: Director d'orquestra

Personal per Fitch i Mahon.